# Добронич, Антун
А́нтун До́бронич (хорв. Antun Dobronić; 2 апреля 1878, Ельса, остров Хвар, Австро-Венгрия, ныне Хорватия — 12 декабря 1955, Загреб, Югославия, ныне Хорватия) — хорватский композитор, фольклорист, музыкальный писатель и педагог.

## Биография
Девятый ребёнок в семье. Время от времени ездил в Сплит, чтобы брать уроки у композитора Йосипа Хатце. В 1896—1910 годах работал школьным учителем. В 1910—1912 годах учился в Пражской консерватории у Витезслава Новака, Карела Штекера и Франтишека Спилки по классу композиции. В 1918—1922 годах — преподаватель Учительской семинарии. Основатель и в 1922—1940 годах — профессор Загребской музыкальной академии. Собиратель и исследователь хорватской народной музыки. Занимался обработкой народных песен, писал музыку для театра, церковную музыку. Автор 13 опер (1917—1948), 5 балетов (1925—1952) и 8 программных симфоний (1937—1954). Опубликовал ряд книг и статей, посвящённых фольклору, в частности, сборник материалов о народном быте и обычаях (1915).

## Сочинения
- опера «Дубровникский диптихон» / Dubrovački diptihon (1917, по Иво Войновичу)
- опера «Божий человек, Мара» / Mara (1928, по Милану Беговичу)
- опера «Рошлинская вдова» / Udovica Rošlinka (1931)
- опера «Горан» / Goran Rkač (1944)
- монодрама для баритона (опера) «Карнавальная ночь» / Pokladna noć (1945)
- сценическая оратория (опера) «Слуга Ерней» / Sluga Jernej (1946, по повести «Батрак Ерней и его право» Ивана Цанкара)
- комическая опера «Вечная память» / Vječnaja pamjat (1947, по водевилю «Медведь» Чехова и повести «Вий» Гоголя)
- опера «Мать» / Mati (1948, по Максиму Горькому)
- балет «Конек-Горбунок» (1925, по Ершову)
- балет «Дары дружбы» (1930)
- 8 симфоний (1937—1954)
- «Югославские симфонические танцы» / Jugoslavenski simfonijski plesovi (1932)
- оркестровая сюита «Далматинская серенада» / Dalmatinska serenada
- «Медумурская» оркестровая сюита / Medumurska
- сюита для струнного оркестра «Елшонские пляски» / Jelšonski tonci (1938)
- фортепианный квинтет «Боснийская рапсодия» / Bosanska rapsodija
- «Хорватская рапсодия»
- «Карнавал» / Karneval
- «Вдоль Адриатики»
- 5 струнных квартетов
- фортепианные пьесы
- 12 кантат
- 8 сюит
- концерт для скрипки с оркестром (1953)
- 2 фортепианных трио
- 5 струнных программных квартетов
- фортепианные пьесы
- скрипичные пьесы

## Литературные сочинения
- Nase glazbene prilike i neprilike. — Sarajevo, 1908.
- Predavanja iz povijesti i estetike muzike. — Sarajevo, 1908.
- Ojkanje. Zbornik za narodni zivot i obicaje... — Zagreb, 1915.
- Muzicki esejl. — Zagreb, 1922.